# Куп три нације 2004.
Куп три нације 2004. (службени назив: 2004 Tri Nations Series) је било 9. издање овог најквалитетнијег репрезентативног рагби такмичења Јужне хемисфере.
Такмичење је освојила Јужноафричка Република, а Нови Зеланд је разочарао и завршио на последњем месту.

## Учесници
Напомена:
|   | Селекција                          | Стадион                              | Селектор         | Капитен        |
| - | ---------------------------------- | ------------------------------------ | ---------------- | -------------- |
| 1 | Рагби репрезентација ЈАР           | Кока-кола парк, Јоханезбург (62 567) | Џејк Вајт        | Виктор Метфилд |
| 2 | Рагби репрезентација Новог Зеланда | Еден Парк, Окланд (50 000)           | Сер Грејам Хенри | Ричи Мако      |
| 3 | Рагби репрезентација Аустралије    | Стадион Аустралија, Сиднеј (84 000)  | Еди Џоунс        | Џорџ Греган    |

## Такмичење
Нови Зеланд - Аустралија 16-7
Нови Зеланд - Јужна Африка 23-21
Аустралија - Јужна Африка 30-26
Аустралија - Нови Зеланд 23-18
Јужна Африка - Нови Зеланд 40-26
Јужна Африка - Аустралија 23-19

## Табела
|   | Селекција   | ИГ | Д | Н | И | ПД  | ПП | ПР  | БП | Б  |  |
| - | ----------- | -- | - | - | - | --- | -- | --- | -- | -- |  |
| 1 | Спрингбокси | 4  | 2 | 0 | 2 | 110 | 98 | +12 | 3  | 11 |  |
| 2 | Валабиси    | 4  | 2 | 0 | 2 | 79  | 83 | -4  | 2  | 10 |  |
| 3 | Ол блекси   | 4  | 2 | 0 | 2 | 83  | 91 | -8  | 1  | 9  |  |

| Победник Купа три нације 2004.   |
| -------------------------------- |
| Јужноафричка Република 2. титула |

## Индивидуална стастика
Највише поена
- Перси Монтгомери 45, Јужна Африка
- Ден Картер 38, Нови Зеланд
- Мет Гито 26, Аустралија

Највише есеја
- Жан Де Вилијерс 3, Јужна Африка
- Мариус Жуберт 3, Јужна Африка
- Лоте Тукири 3, Аустралија